# ديانا فاريل
ديانا فاريل (بالإنجليزية: Diana Farrell)‏ هي اقتصادية أمريكية، ولدت في 16 مارس 1965.